# Acapulco Shore (temporada 11)
La undécima temporada de Acapulco Shore, un programa de televisión mexicano con sede en Acapulco transmitido por MTV Latinoamérica y vía streaming por Paramount+, se anunció en julio de 2023 y se estrenó más tarde el 5 de septiembre. El rodaje tuvo lugar en abril de 2023. Los miembros del elenco asistieron a la alfombra rosa de los Premios MTV MIAW 2023 antes de ser presentados oficialmente una semana después. Es la primera temporada que no presenta ningún miembro del elenco original. Marca el regreso de Leslie Gallardo, quien solo apareció en la quinta temporada. Así como Isabel Castro, quién abandonó el programa después de la temporada anterior.
Andrés Cervantes fue el único novato de la temporada anterior que no regresó a esta temporada. El 7 de agosto de 2023 se anunció la lista oficial de los miembros del reparto, contado con la nueva incorporación de Abigail Salazar, Andrea Otaola, Jesús Esparza y Regina Coquet. Claudia Ariz, Javier Barrera y Sofía Lozano ingresaron al programa como parte del reparto de apoyo, al igual que Jibranne Bazán quién hizo un breve regreso.
El primer avance se lanzó el 6 de agosto de 2023. Este temporada fue emitida por Telefe, a partir del 26 de enero de 2024.

## Reparto
Principal:
A continuación los miembros de reparto y su descripción:
- Abel Robles - "Sonrisa nueva, cuerpo nuevo, pero igual de pendejo".
- Abigail Salazar - "Yo soy como Santa Eduviges, buena por donde te fijes".
- Alba Zepeda - "Mami, soy tu vaquera".
- Andrea Otaola - "No, no, no, no, esto se acaba hasta que yo diga".
- Eduardo "Chile" Miranda - "Ya no tomo, jaja".
- Elizabeth "Eli" Varela - "Las tóxicas no nacen, las hacen".
- Isabel "Isa" Castro - "De esta perra nadie se deshace".
- Jesús "Chuy" Esparza - "Acapulco, Jesús te ama".
- Leslie Gallardo - "Esta bebecita ya camina solita".
- Regina "Rexx" Coquet - "Coqueta, cabrona y sin filtros".
- Ricky Ochoa - "Besitos en el Rickystrikis".
- Roberto "Robbie" Mora - "Amado por todas, odiado por muchos".
- Sebastián Gálvez - "Soy el osito más peludo y hermoso de esta casa".

Recurrente:
A continuación, los miembros del reparto no acreditados como principales: 
- Sofía Lozano
- Claudia Ariz
- Javier "Javo" Barrera
- Jibranne "Jey" Bazán

### Duración del reparto
| Nombre    | Episodios | Episodios | Episodios | Episodios | Episodios | Episodios | Episodios | Episodios | Episodios | Episodios | Episodios | Episodios | Episodios |
| Nombre    | 1         | 2         | 3         | 4         | 5         | 6         | 7         | 8         | 9         | 10        | 11        | 12        | 13        |
| Abel      |           |           |           |           |           |           |           |           |           |           |           |           |           |
| Abigail   |           |           |           |           |           |           |           |           |           |           |           |           |           |
| Alba      |           |           |           |           |           |           |           |           |           |           |           |           |           |
| Andrea    |           |           |           |           |           |           |           |           |           |           |           |           |           |
| Chile     |           |           |           |           |           |           |           |           |           |           |           |           |           |
| Chuy      |           |           |           |           |           |           |           |           |           |           |           |           |           |
| Eli       |           |           |           |           |           |           |           |           |           |           |           |           |           |
| Leslie    |           |           |           |           |           |           |           |           |           |           |           |           |           |
| Rexx      |           |           |           |           |           |           |           |           |           |           |           |           |           |
| Ricky     |           |           |           |           |           |           |           |           |           |           |           |           |           |
| Sebastián |           |           |           |           |           |           |           |           |           |           |           |           |           |
| Robbie    |           |           |           |           |           |           |           |           |           |           |           |           |           |
| Javo      |           |           |           |           |           |           |           |           |           |           |           |           |           |
| Sofía     |           |           |           |           |           |           |           |           |           |           |           |           |           |
| Isa       |           |           |           |           |           |           |           |           |           |           |           |           |           |
| Claudia   |           |           |           |           |           |           |           |           |           |           |           |           |           |
| Jey       |           |           |           |           |           |           |           |           |           |           |           |           |           |
| --------- | --------- | --------- | --------- | --------- | --------- | --------- | --------- | --------- | --------- | --------- | --------- | --------- | --------- |

Notas:
| = "Miembro del reparto" ingresa al reality. = "Miembro del reparto" regresa al reality. = "Miembro del reparto" abandona el reality. = "Miembro del reparto" aparece en este episodio. | = "Miembro del reparto" abandona y vuelve a la casa en el mismo episodio. = "Miembro del reparto" abandona la casa de forma voluntaria. = "Miembro del reparto" regresa a la casa. = "Miembro del reparto" no es miembro del reparto en este episodio. |

## Episodios
| N.º (total) | N.º (temp.) | Título                                | Estreno en Latinoamérica |
| ----------- | ----------- | ------------------------------------- | ------------------------ |
| 137         | 1           | «Fiesta en Acapulco»                  | 5 de septiembre de 2023  |
| 138         | 2           | «" Manzana de la Discordia"»          | 12 de septiembre de 2023 |
| 139         | 3           | «"No te lo tomes cómo algo personal"» | 19 de septiembre de 2023 |
| 140         | 4           | «"Un regalo sorpresa"»                | 26 de septiembre de 2023 |
| 141         | 5           | «" No doy advertencias"»              | 3 de octubre de 2023     |
| 142         | 6           | «"¡Esta fiesta no ha terminado!"»     | 10 de octubre de 2023    |
| 143         | 7           | «"No paran las sorpresas"»            | 17 de octubre de 2023    |
| 144         | 8           | «"El Chapulineo"»                     | 24 de octubre de 2023    |
| 145         | 9           | «Episodio 9»                          | 31 de octubre de 2023    |
| 146         | 10          | «Una difícil decisión»                | 7 de noviembre de 2023   |
| 147         | 11          | «Una lesbiana en problemas»           | 14 de noviembre de 2023  |
| 148         | 12          | «La muchacha en problemas»            | 21 de noviembre de 2023  |
| 149         | 13          | «Se acabaron las vacaciones»          | 28 de noviembre de 2023  |